# 静安寺駅
静安寺駅（せいあんじ-えき）は、中華人民共和国上海市静安区にある、上海軌道交通（地下鉄）の駅。
2号線、7号線、14号線の3路線が乗り入れる。

## 沿革
- 1999年9月20日 - 2号線開業[1][2]。
- 2009年12月5日 - 7号線開業。
- 2014年4月2日 - 2号線・7号線を連絡するエスカレーターが故障して13人が負傷。調査によると、駆動チェーンが断線したとのこと[3][4]。
- 2021年12月30日 - 14号線開業[5]。

## 駅構造
地下駅。2号線・7号線・14号線の駅施設を繋げると「門」の字の形となっている。コンコース階は全線ともに地下1階に位置する。
2号線は南京西路の地下にあり、ホームは島式1面2線を有する。可動式ホーム柵を装備する。
7号線は常徳路の地下にあり、ホームは島式1面2線を有する。フルハイトタイプホームドアを装備する。
14号線は華山路の地下にあり、ホームは島式1面2線を有する。

### のりば
| 番線                    | 路線     | 行先                                   | 備考 |
| ----------------------- | -------- | -------------------------------------- | ---- |
| 2号線ホーム（地下2階）  |          |                                        |      |
| 1                       | ■ 2号線  | 中山公園・虹橋火車站・国家会展中心方面 |      |
| 2                       | ■ 2号線  | 人民広場・龍陽路・浦東1号2号航站楼方面 |      |
| 7号線ホーム（地下3階）  |          |                                        |      |
| 3                       | ■ 7号線  | 美蘭湖方面                             |      |
| 4                       | ■ 7号線  | 竜陽路・花木路方面                     |      |
| 14号線ホーム（地下3階） |          |                                        |      |
| 5                       | ■ 14号線 | 封浜方面                               |      |
| 6                       | ■ 14号線 | 桂橋路方面                             |      |

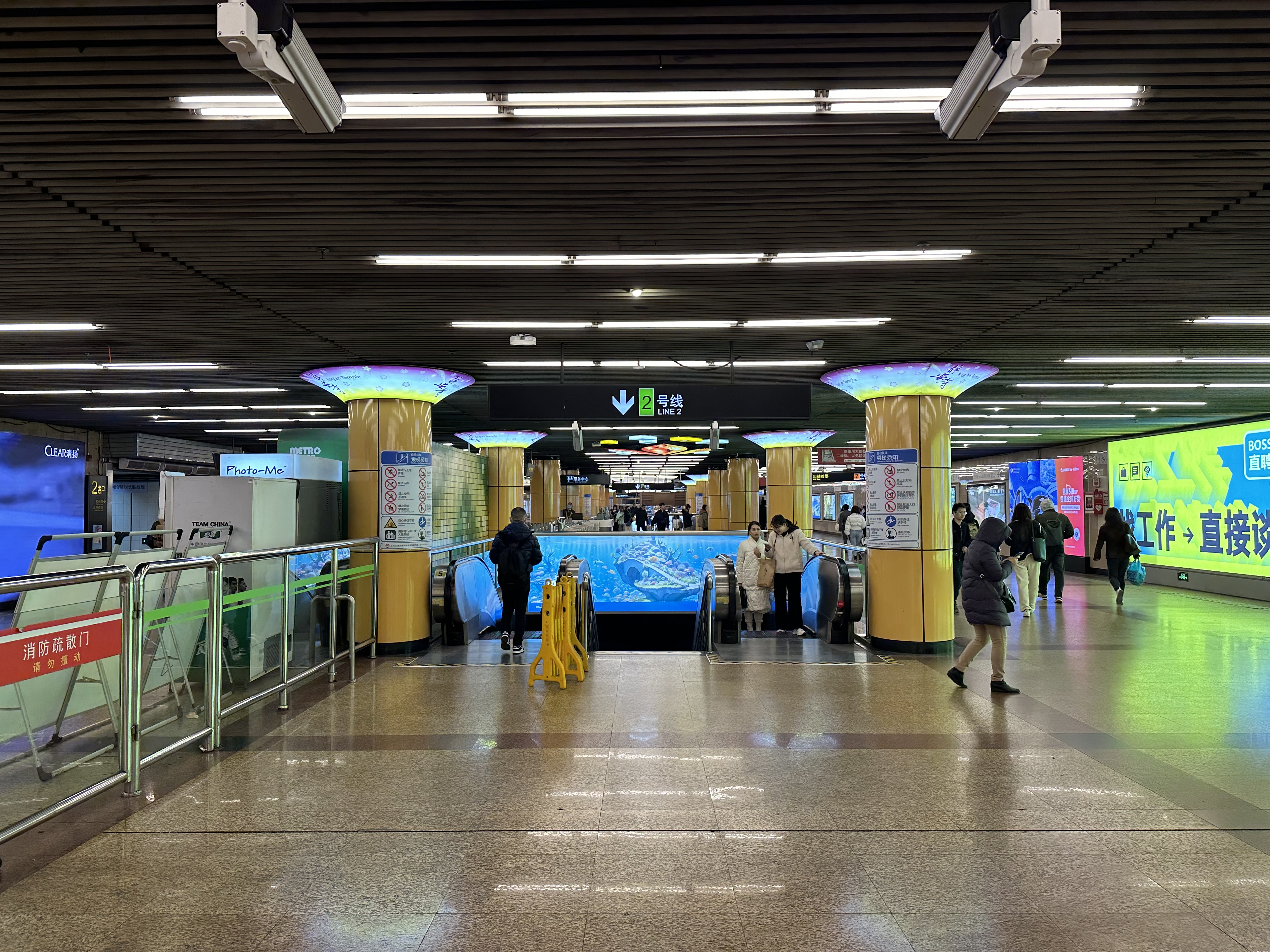
2号線コンコース
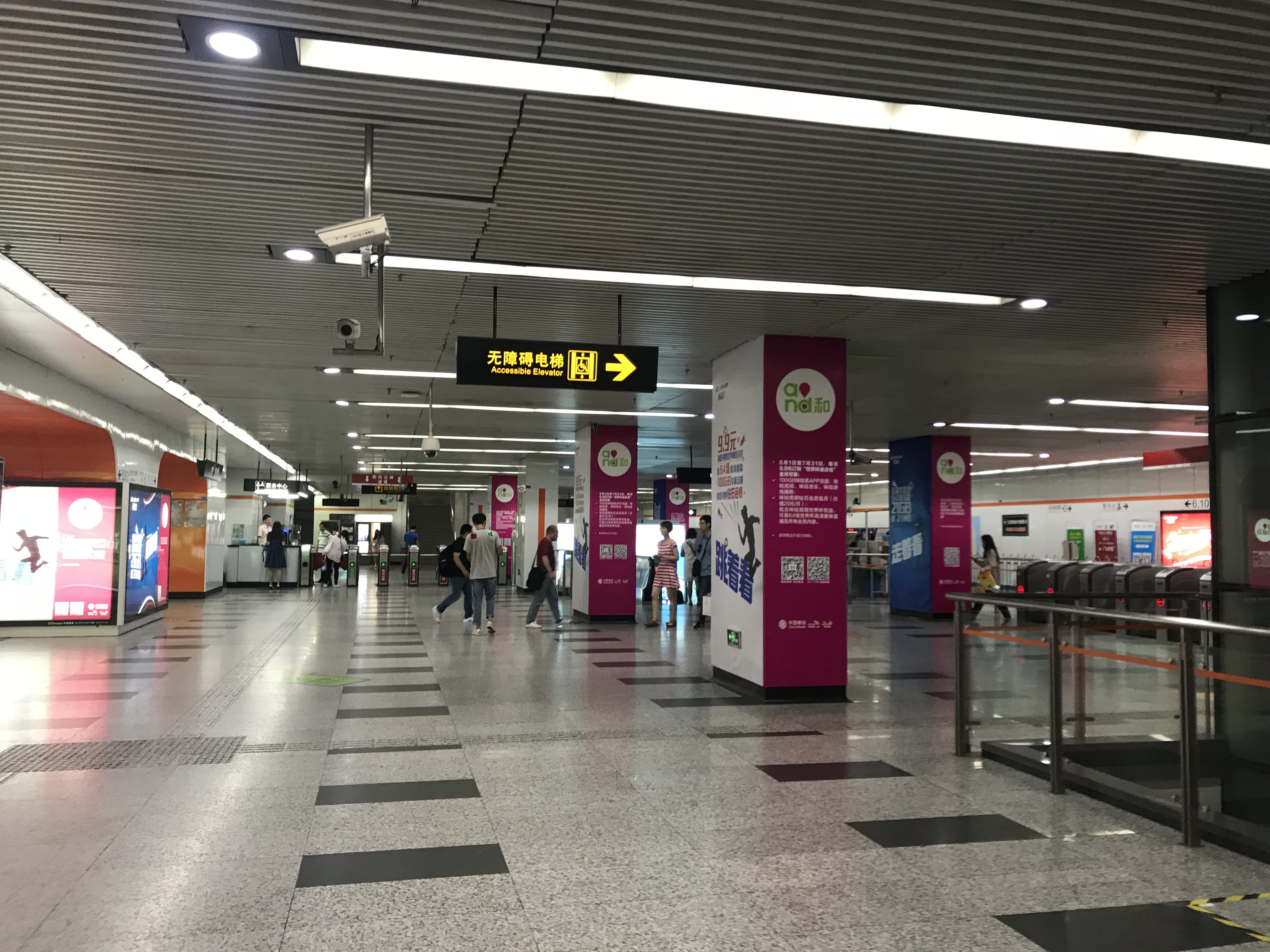
7号線コンコース
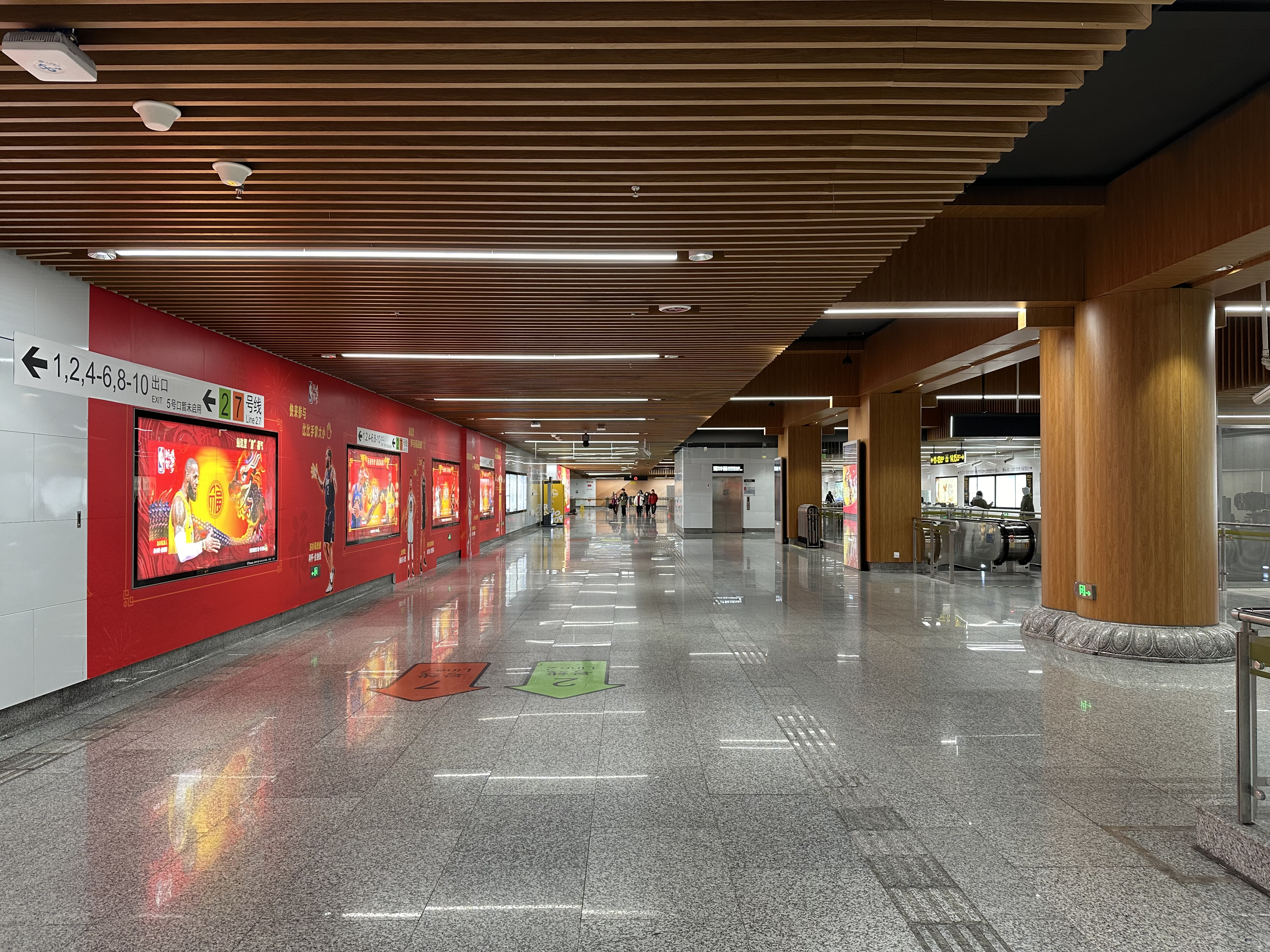
14号線コンコース
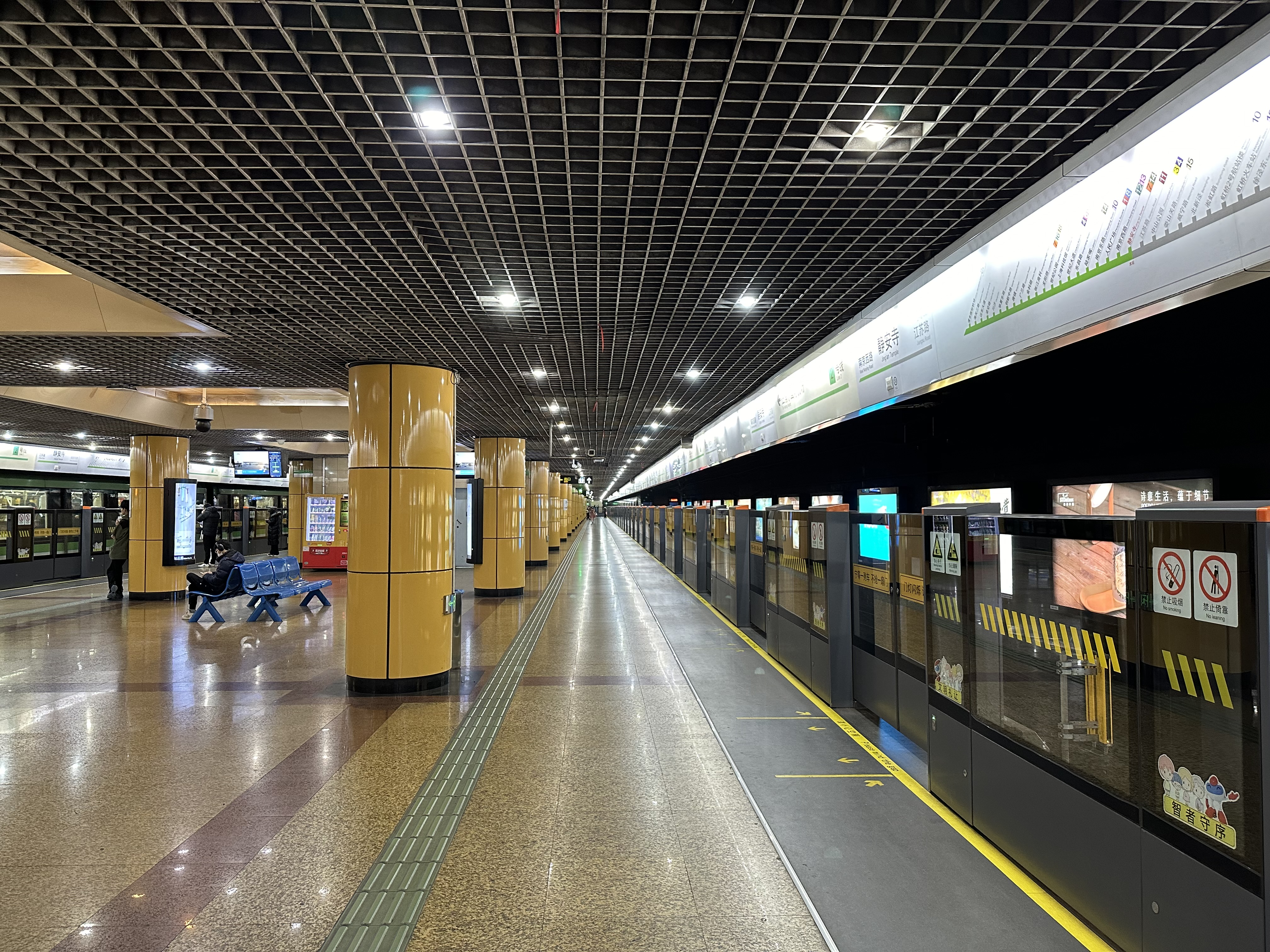
2号線ホーム
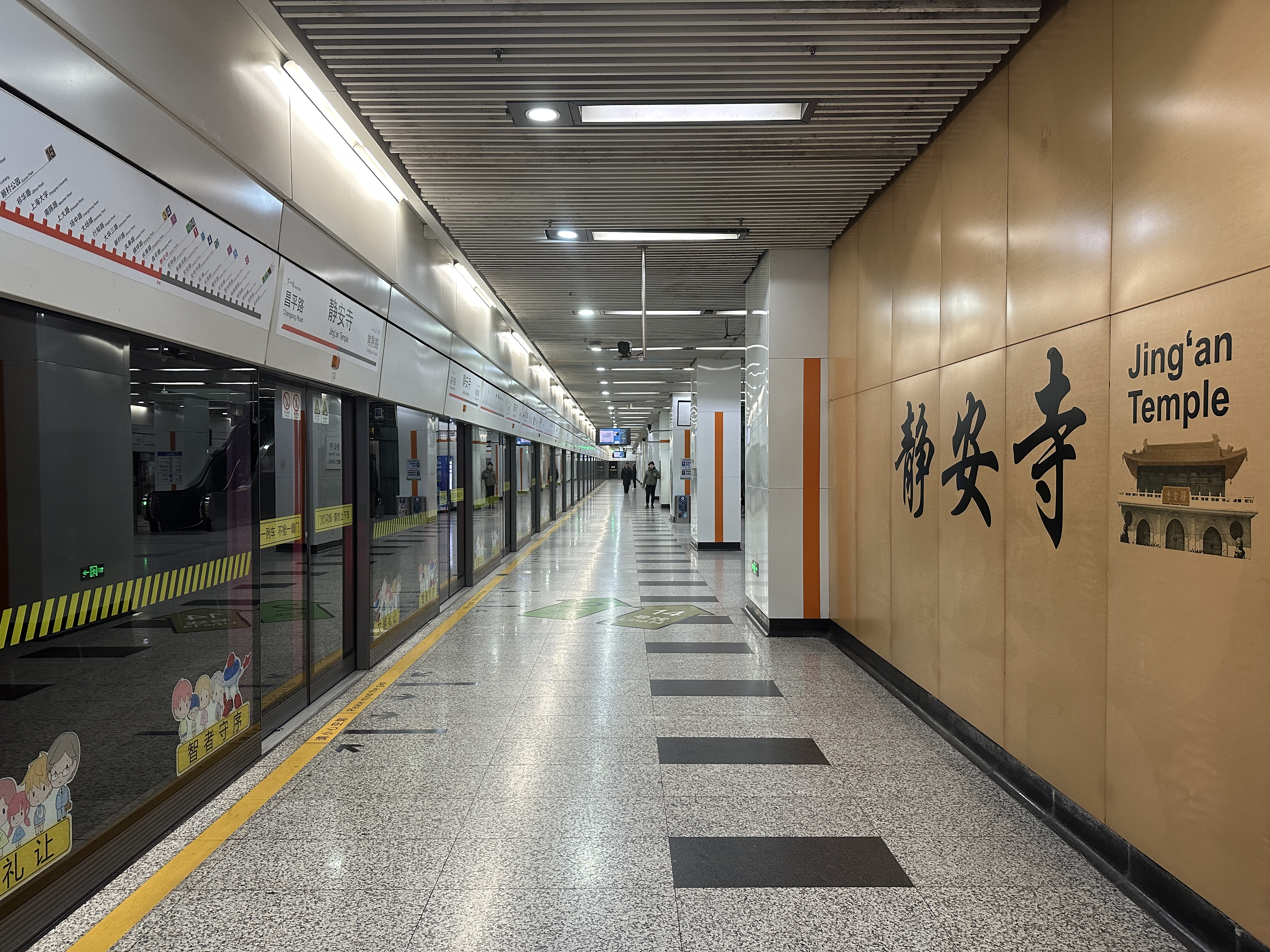
7号線ホーム
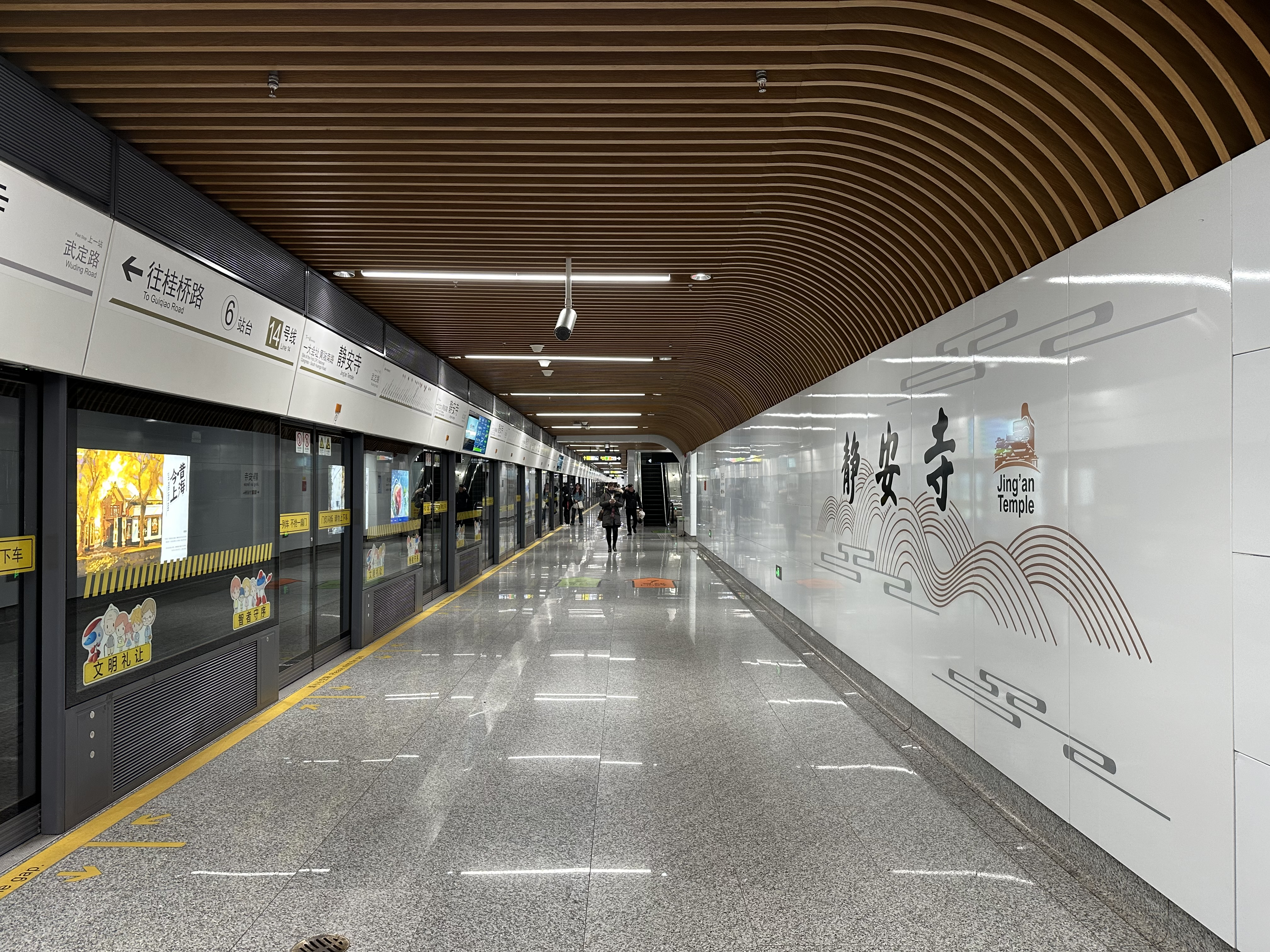
14号線ホーム

## 駅周辺
- 上海機場城市航站楼（上海シティエアターミナル）
  - 機場2線 - 上海浦東国際空港行き、所要時間約70分、22元。
  - 機場専線 - 上海虹橋国際空港行き
- 静安寺
- 静安公園（中国語版）
- 越洋広場（ショッピングモール）
- 会徳豊国際広場（中国語版）
- 静安嘉里中心（中国語版）
- 久光百貨（香港SOGO系列）
- 華山路駅・常徳路駅（上海公交71路（中国語版））
- ヒルトンホテル
- 上海賓館
- 上海展覧センター
- 上海市市西中学（中国語版）
- 複旦大学附属華東医院（中国語版）
- 上海戯劇学院華山路キャンパス

## 路線バス
01、15、20、21、37、40、45、48、49、57、62、71、76、93、94、113、127、138、311、315、321、323、327、330、548、562、824、825、830、838、921、925B、927、936、939、機場二線、機場専線、滬北青専線、滬青専線、滬青盈専線（区間）、滬銭専線、滬朱専線

## 隣の駅
上海地下鉄
■ 2号線
江蘇路駅 - 静安寺駅 - 南京西路駅
■ 7号線
昌平路駅 - 静安寺駅 - 常熟路駅
■ 14号線
武定路駅 - 静安寺駅 - 一大会址・黄陂南路駅